# David Ginola
David Désiré Marc Ginola (Gassin, 1967. január 25. –) francia labdarúgó-középpályás, aki csatárként is bevethető volt, utána színész és modell.
Ginola Var tartományban született. Tíz szezont játszott hazájában, mielőtt 1995 júliusában a Paris Saint-Germain mezét az angol élvonalbeli Newcastle Unitedére cserélte. A szigetországban 2002-es visszavonulásáig megfordult a Tottenham Hotspurben, az Aston Villában és az Evertonban. Ezután új szerepkörökben próbálta ki magát, mint például a színjátszásban. Ginola gyakran látható a BBC, CNN, Sky és Al Jazeera sportcsatornákon. Az ORANGE France vezető Ligue 1 és 2 elemzője.